# Generation of Love (альбом Masterboy)
| Оценки критиков | Оценки критиков |
| Источник        | Оценка          |
| --------------- | --------------- |
| Allmusic        | [ 1 ]           |

Generation of Love — четвёртый студийный альбом группы Masterboy, выпущенный в 1995 году.

## Предыстория
В июне 1995 года группа выпустила сингл «Generation Of Love». Клип на песню был снят в Лондоне. В Германии сингл достиг 16-го места и продержался там несколько недель. Во Франции он занял 8-е место в Top 100. Он также попал в Top 20 в Австрии, Швеции (20-е место), Швейцарии (19-е место) и Бельгии.
В конце года вышел альбом «Generation of Love», записанный в Вальдорфе. В записи также принял участие хор Гейдельбергской баптистской церкви.
С альбома было выпущено ещё несколько синглов, включая «Baby Let It Be», который также вошёл в следующий альбом Colours (записан с Линдой Рокко после того, как вокалистка Трикси Дельгадо покинула Masterboy).

Песни к альбому написали Энрико Цаблер и Томми Шлее.

## Трек-лист
1. „Intro“ - 2:50
2. „Give Me Your Love“ - 4:12
3. „Anybody (Movin' On)“ - 3:53
4. „Baby Let It Be“ - 4:05
5. „Land Of Dreaming“ - 4:03
6. „Masterboy Theme (The Third)“ - 6:06
7. „Generation Of Love“ - 3:40
8. „Feel The Fire“ - 4:25
9. „Get It On“ - 3:38
10. „Feel The Force (House Version)“ - 5:21
11. „Generation Of Love (Fly Away Remix)“ - 6:03
12. „Anybody (Movin' On) (F.J.Gauder Remix)“ - 5:55[2]

## Чарты
| Чарт               | Найв. поз. |
| ------------------ | ---------- |
| Австрия (Top 20)   | 20         |
| Германия           | 16         |
| Франция (Top 100)  | 8          |
| Швейцария (Top 20) | 19         |
| Швеция (Top 20)    | 20         |